# 蓬塞都會區
蓬塞都會區（英語：Ponce metropolitan area），美国人口调查局定義為蓬塞都會統計區（Ponce Metropolitan Statistical Area），為位於波多黎各中南部的都會區。根據2000年美國人口普查，此都會區內的人口有264,919人；2009年7月1日估計有262,414人，較2000年普查之人口減少0.95%。
蓬塞都會區的人口數在波多黎各境內八個都會區當中排名第三。蓬塞都會區與馬亞圭斯都會區的人口數相較其他都會區有減少之趨勢（2000年至2009年）。

## 聚居地
蓬塞都會區有3座聚居地，其中包含：
- 胡安娜迪亞斯
- 蓬塞－核心城市
- 維拉爾巴 (波多黎各)

## 聯合統計區

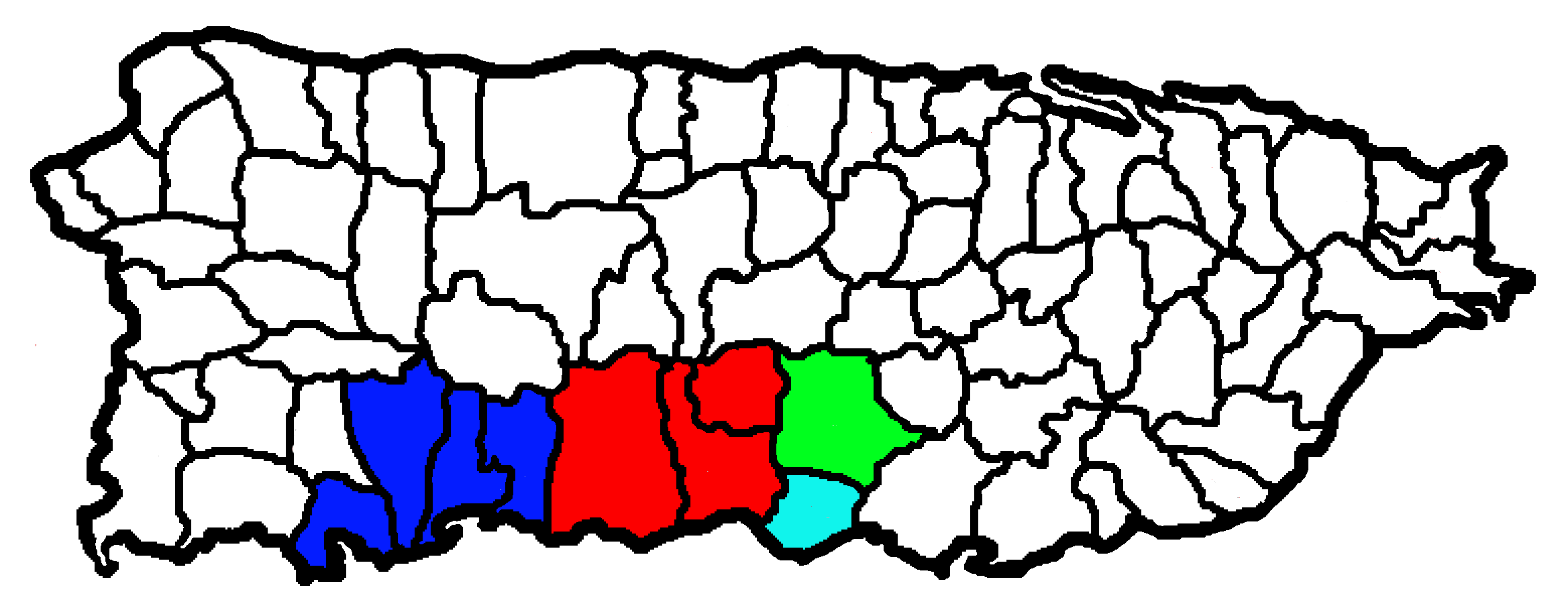
蓬塞-堯科-科阿莫聯合統計區
蓬塞都會區
堯科都會區
科阿莫小型都會區
聖伊薩貝爾小型都會區

蓬塞-堯科-科阿莫聯合統計區（Ponce–Yauco–Coamo Combined Statistical Area）包含2座都會區、2座小型都會區，共計9座聚居地。美國人口調查局估計該統計區人口有483,149人（2009年7月1日），較2000年美国人口普查之442,244人增加2.07%，並且占波多黎各總人口之12.2%。
- 都會統計區（MSAs）
  - 蓬塞都會區（3座聚居地）
  - 堯科都會區（英语：Yauco metropolitan area）（4座聚居地）
- 小型都會統計區（μSAs）
  - 科阿莫小型都會區（Coamo Micropolitan Area，1座聚居地）
  - 聖伊薩貝爾小型都會區（Santa Isabel Micropolitan Area，1座聚居地）